# Embraer EMB 312
Die Embraer EMB 312 Tucano wurde als Basistrainer und leichtes Tiefangriffsflugzeug von der brasilianischen Firma Embraer konstruiert. Es handelt sich um einen zweisitzigen Tiefdecker mit Trapezflügeln, Einziehfahrwerk und klimatisierter Kabine.

## Geschichte
Die Entwicklung dieses Flugzeugs begann im Januar 1978, nachdem die Brasilianische Regierung am 6. Dezember 1977 den Auftrag zur Entwicklung und Fertigung von fliegenden Prototypen und zwei Zellen für Belastungstests erteilt hatte. Sie sollte die (nach der Grundausbildung auf der Aerotec T-23 Uirapuru) bis dahin verwendeten Neiva T-25 Universal, MB.326 Xavante und andere Strahlflugzeuge ersetzten. Deshalb war die Hauptanforderung, dass das Flugverhalten dem eines Strahltrainers entsprechen sollte. Der Erstflug der EMB 312 fand am 16. August 1980 mit Colonel Luiz Fernando Cabral und Gilberto Hideo Otaka an Bord statt, der zweite Prototyp startete am 10. Dezember 1980 erstmals. Ab 1981 trug die Maschine den Namen Tucano. Die erste Serienmaschine hatte ihren Erstflug am 16. August 1982, nachdem kurz vorher (am 10. August 1982) einer der beiden Prototypen abgestürzt war. Die Auslieferung an den Kunden (die Luftwaffenakademie in São Paulo) begann im September 1983. Im Juli 2004 erreichte die Maschine ihre einmillionste Flugstunde.

## Technik und Einsatz
Die zweisitzige Maschine wird von einer Propellerturbine Pratt & Whitney Canada PT6A-25C mit 750 WPS angetrieben. Die Steuerung der Triebwerksleistung und der Blattstellung der Hartzell-Luftschrauben erfolgt mit einem einzelnen Hebel. Die Maschine ist mit einem großzügig verglasten Cockpit und Martin-Baker-Mk.8-Schleudersitzen ausgerüstet. Das dreiteilige, jeweils einfach bereifte Fahrwerk ist komplett einziehbar gestaltet.
Die Maschine kann für Training bzw. als Tiefangriffsflugzeug bis zu 1000 kg Außenlasten tragen, so kann sie mit 2 MG-Behältern 12,7 mm zu je 350 oder 500 Schuss bewaffnet werden. Außerdem kann sie 4 Behälter mit je 7 Raketen 37 mm oder mit 70-mm-Raketen tragen. Alternativ kann auch mit 4 Bomben vom Typ Mk-81 zu je 113 kg ausgerüstet werden. Die Ausführung für die AAF, Afghanische Luftwaffe kann auch Laser gesteuerte Präzisionsbomben vom Typ GBU-58 einsetzen.
Die brasilianische Luftwaffe hatte 168 dieser Maschinen bestellt. Sie fliegt diese Maschine unter der Bezeichnung T-27 (Trainer) und A-27 (Trainer und leichtes Angriffsflugzeug). Spätere Versionen wurden auch für die französischen Streitkräfte produziert. Die Royal Air Force wählte im März diesen Trainer und ließ ihn (etwa 130 Stück) in Lizenz bei Shorts (als Short Tucano T1) in Belfast als Ersatz für die Provost herstellen. Allerdings wurde dazu die Maschine mit den stärkeren Triebwerken Garret TPE331-12B mit 820 kW Leistung und Vierblattpropeller ausgerüstet. Weitere Kunden der EMB 312 sind unter anderem die ägyptische Luftwaffe (~50), der Irak (~80), Iran (~20), Argentinien, Honduras, Peru, Kolumbien und weitere lateinamerikanische Länder.
Mitte 1990 bestellte Frankreich 80 EMB 312F mit französischen Elektronikelementen und einer Luftbremse unter dem Rumpf, die ab 1993 ausgeliefert wurden. Im selben Zeitraum wurde eine um 1,37 m verlängerte Version mit der Bezeichnung EMB 312H Super Tucano vorgestellt, deren Prototyp am 9. September 1991 zum ersten Mal flog. Diese war mit einem P&W Canada PT6A-68/I mit 1193 kW Leistung und fünfblättriger Luftschraube ausgerüstet. Zudem wurden Avionik, Schleudersitze und weitere Komponenten verändert. Aus diesen Maschinen wurde die EMB 314 Super Tucano für den amerikanischen JPATS-Wettbewerb entwickelt, deren erster der beiden Prototypen am 15. Mai 1993 zum Erstflug startete. Angetrieben wurden die beiden Prototypen von einer PWC PT6A-68-5 mit 932 kW.

## Einsätze
Am 22. März 2018 setzte die Afghanische Luftwaffe erstmals eine mit GBU-58 aufgerüstete EMB 314 A-29 ein.

## Militärische Nutzer
- Ägypten: 40 in Lizenz produziert durch Helwan
- Angola: 8 + 6 von Peru
- Argentinien: 30
- Brasilien: 118 T-27 + 50 AT-27
- Frankreich: 50
- Honduras: 12
- Irak: 80 von Helwan produzierte Exemplare
- Iran: 50
- Kolumbien: 14
- Mauretanien: 4 ex Frankreich
- Paraguay: 6
- Peru: 30 (6 an Angola)
- Venezuela: 32

## Technische Daten
| Kenngröße                      | Daten |
| ------------------------------ | --- |
| Länge                          | 9,89 m |
| Spannweite                     | 11,14 m |
| Höhe                           | 3,40 m |
| Leermasse                      | 1810 kg |
| Maximale Startmasse            | 2350 kg |
| Maximale Geschwindigkeit       | 486 km/h auf 3000 m Höhe |
| Maximale Steiggeschwindigkeit  | 11,3 m/s |
| Gipfelhöhe                     | 9144 m |
| Reichweite mit 30 Min. Reserve | 2.110 km |
| Antrieb                        | ein P&W Canada PT6A-25C mit 559 kW Leistung |
| Bewaffnung                     | bis zu 1000 kg Außenlasten wie: 2 MG-Behältern 12,7 mm, 4 Behälter mit je 7 Raketen 37 mm oder 70-mm-Raketen oder 4 Bomben vom Typ Mk-81 zu je 113 kg |